# Manaure Balcón del Cesar
Manaure Balcón del Cesar es uno de los 25 municipios que conforman el departamento del Cesar en la región Caribe, Colombia. Limita al norte con La Jagua del Pilar  (departamento de La Guajira), al sur y al occidente con el municipio de La Paz y al oriente con la República Bolivariana de Venezuela. Es reconocido en la región por la suavidad de su clima. Posee una precipitación anual de 1361 mm. Hace parte del Área metropolitana de Valledupar.
Su cabecera municipal es Manaure del Perijá ubicado en las estribaciones de la Serranía del Perijá, en inmediaciones de la cuenca que conforma el río Manaure a una altitud de 775 m s. n. m. Fue fundada en el año 1875 por el señor Buenaventura Maya, quien pastaba sus ganados por los alrededores de la Población de La Paz. Es segregado de La Paz erigiéndose municipio por medio de la ordenanza 019 de 1980.

## Toponimia
El nombre del municipio proviene de un prestigioso y noble cacique de la región del Occidente Venezolano, más allá de la costa oriental del Lago de Maracaibo.

## Ubicación
Manaure se encuentra ubicada al Noreste del departamento colombiano del Cesar, en la vertiente occidental de la serranía del Perijá a 775 m s. n. m. Dista de Valledupar en 34 km y las coordenadas geográficas correspondientes a Manaure son: 10°24" N y 73°10" W.

## Geografía
El territorio, el cual es montañoso en su mayoría, está conformado por la Serranía de los Motilones o del Perijá, en donde las altitudes oscilan entre 3300 m s. n. m. en la parte alta y los 360 m s. n. m. en la parte más baja del municipio, en los límites con el Municipio de La Paz.

## Hidrografía
El río Manaure, es el principal curso hídrico del Municipio. Nace en el Cerro Pintado en la frontera Colombo-Venezolana y tras salvaguardar una fuerte pendiente, desemboca en el río Cesar al occidente. Drenan la cuenca de Manaure una serie de cursos hídricos estacionales denominados arroyos.

## Clima
El clima de Manaure es de tipo templado cálido. la temperatura media anual ronda los 24 °C con mínimas y máximas de 18 y 30 °C aproximadamente. Las precipitaciones anuales superan los 1300 mm, con dos períodos muy húmedos: Abr-Jun y Sep-Nov.
| Parámetro                 | Ene                       | Feb                       | Mar               | Abr               | May         | Jun         | Jul         | Ago           | Sep           | Oct           | Nov           | Dic          | Medios      |
| ------------------------- | ------------------------- | ------------------------- | ----------------- | ----------------- | ----------- | ----------- | ----------- | ------------- | ------------- | ------------- | ------------- | ------------ | ----------- |
| Temp Media                | 24.1 °C                   | 24.3 °C                   | 24.6 °C           | 25.6 °C           | 24.2 °C     | 24.1 °C     | 24.0 °C     | 23.4 °C       | 23.3 °C       | 23.2 °C       | 23.2 °C       | 23°4 °C      | 24.0 °C     |
| Temp Max                  | 31.2 °C                   | 31.7 °C                   | 32.1 °C           | 32.8 °C           | 30.4 °C     | 29.7 °C     | 29.4 °C     | 28.7 °C       | 28.3 °C       | 28.1 °C       | 28.2 °C       | 29.3 °C      | 30.0 °C     |
| Temp Min                  | 17.1 °C                   | 16.9 °C                   | 17.2 °C           | 18.5 °C           | 18.1 °C     | 18.5 °C     | 18.7 °C     | 18.2 °C       | 18.3 °C       | 18.4 °C       | 18.2 °C       | 17.6 °C      | 18.0 °C     |
| Prec (mm)                 | 28                        | 19                        | 46                | 193               | 184         | 128         | 79          | 84            | 155           | 210           | 175           | 60           | 1361        |
| Atlas ambiental del Cesar | Atlas ambiental del Cesar | Atlas ambiental del Cesar | Promedios anuales | Promedios anuales | Temperatura | Temperatura | Temperatura | Precipitación | Precipitación | Precipitación | Precipitación | Brillo Solar | Vel. viento |
| Atlas ambiental del Cesar | Atlas ambiental del Cesar | Atlas ambiental del Cesar | Promedios anuales | Promedios anuales | Min         | Med         | Max         | Total         | Lluvia        | Humedad       | Humedad       | Brillo Solar | Vel. viento |
| Atlas ambiental del Cesar | Atlas ambiental del Cesar | Atlas ambiental del Cesar | Promedios anuales | Promedios anuales | °C          | °C          | °C          | mm            | Días          | %             | %             | horas        | km/hora     |
| Atlas ambiental del Cesar | Atlas ambiental del Cesar | Atlas ambiental del Cesar | Promedios anuales | Promedios anuales | 18,1        | 24,05       | 30,1        | 1361          | 126           | 69            | 69            | 194          | 11.06       |

## Zonas de vida
Debido a la configuración del suelo municipal de Manaure en un escalonamiento considerable, se presentan aquí tres pisos térmicos y 3 zonas de vida.

### Piso térmico cálido
Se encuentra debajo de la cota 600 hasta el límite con el municipio de La Paz. Las temperaturas superiores a 24 °C, llegando a alcanzar hasta 37 °C y la precipitación en torno a 1000 da origen a la zona de vida Bosque seco tropical, con las especies representativas de Matarratones, Almendros, Cauchos, Guásimos, Totumos, Cocoteros y en general las especies de la denomindada "Tierra Caliente"

### Piso térmico templado
Se ubica desde la cota 600, exactamente en la Vereda La Tomita, hasta los 1800 m s. n. m. las temperaturas medias aquí oscilan entre los 18 y 24 °C en este sector las precipitaciones se encuentran entre 1200 y 2000 mm y sobre esta se encuentra la zona de vida bosque seco premontano, con especies subandinas como Roble, Arrayán, Guayacán, ébano y caobo entre otros. Es la zona donde se cultiva el café, plátano, maíz, fríjol, caña de azúcar, cítricos y hortalizas (cilantro, cebolla, tomate, pimentones)

### Piso térmico frío
Abarca los territorios ubicados sobre 1800 m s. n. m. hasta la frontera oriental con la República Bolivariana de Venezuela las temperaturas son inferiores a 17 °C, llegando a registrarse en ocasiones menos de 3 °C. La zona de vida correspondiente es el Bosque Andino con especies exóticas como sietecueros, saucos, frailejones, pagodos, con algunas coníferas locales como el pino romerón o pino colombiano y otras introducidas como pinus pátula, cipreses, araucarias entre otros.

## Sitios de interés
La Tomita
Es un paraje sobre suaves pendientes donde la influencia moderadora de la altitud irrumpe rápidamente dejando sentir el aire puro y fresco de la serranía, es de fácil acceso y está ubicado 7 km antes de Manaure desde La Paz.
Sabana Rubia
Es una altiplanicie ubicada a 15 km al oriente de Manaure, cubre 35 km² y se encuentra a una altitud de 3250 m s. n. m., el clima es muy frío (1o °C) y se encuentran fincas productoras de moras y papas. Actualmente posee limitaciones de expansión debido a lo difícil de acceder a ella pues la carretera que la une con Manaure es un camino de herradura.

## Economía
Hasta hace poco tiempo, la economía de Manaure resultó bastante afectada por la acción en sus inmediaciones de grupos armados ilegales que han provocado considerables migraciones, con todo y esto Manaure es quizá el municipio cesarense con mayores perspectivas en cuanto al desarrollo turístico y si se adelantan planes de manejo y aprovechamiento sostenible de los recursos naturales su potencial agrícola es bastante amplio, ya que este municipio posee suelos en los pisos térmicos frío, medio y cálido con precipitación abundante.
A pesar de la huella dejada por los hechos violentos que afectaron la región en años anteriores, actualmente un nuevo aire de progreso arriba a Manaure volviendo a recuperarse como destino turístico y despensa agrícola de Valledupar.
La agricultura se basa principalmente en el cultivo del café, plátanos y cacao, aunque también son notables los cultivos de caña de azúcar, variedades de cebollas, tomate, cilantro, pimentones, papa, frutales (cítricos, mora), flores y plantas ornamentales que abastece una parte de la demanda de Valledupar. La ganadería está en retroceso debido a las restricciones ambientales por ser suelos con pendientes considerables; sobresale también la producción de aves de corral (Pollos y huevos)
Su cercanía a la ciudad de Valledupar, ciudad con temperaturas bastante elevadas, ha hecho que sus habitantes acudan frecuentemente a Manaure atraídos por su clima relativamente fresco y el paisaje serrano, convirtiendo a Manaure uno de los lugares predilectos para visitar en días de descanso.

## Estructura organizacional municipal
| Manaure Balcón del Cesar | Manaure Balcón del Cesar | Manaure Balcón del Cesar   |
| Departamento             | Código DANE              | Categoría municipal (2023) |
| ------------------------ | ------------------------ | -------------------------- |
| Cesar                    | 20443                    | Sexta                      |

- Personería: Es un centro del Ministerio Público de Colombia que ejerce, vigila y hace control sobre la gestión de las alcaldías y entes descentralizados; velan por la promoción y protección de los derechos humanos; vigilan el debido proceso, la conservación del medio ambiente, el patrimonio público y la prestación eficiente de los servicios públicos, garantizando a la ciudadanía la defensa de sus derechos e intereses.

- Concejo Municipal: Es la suprema autoridad política del municipio. En materia administrativa sus atribuciones son de carácter normativo. También le corresponde vigilar y hacer control político a la administración municipal. Se regulan por los reglamentos internos de la corporación en el marco de la Constitución Política Colombiana (artículo 313) y las leyes, en especial la Ley 136 de 1994 y la Ley 1551 de 2012.

Constituido por 11 concejales por un periodo de 4 años. 
- Alcaldía Municipal: En esta se encuentra la administración municipal y las entidades descentralizadas del municipio.

El Alcalde se pronuncia mediante decretos y se desempeña como representante legal, judicial y extrajudicial del municipio. El actual Alcalde municipal es 	Juan Carlos Araújo Orozco (2024-2027), elegido por voto popular.

### Servicios públicos
- Energía Eléctrica: Afinia, del grupo EPM, es la empresa prestadora del servicio de energía eléctrica.
- Gas Natural: Gases del Caribe es la empresa distribuidora y comercializadora de gas natural en el municipio.